# NGC 3964
NGC 3964 is een lensvormig sterrenstelsel in het sterrenbeeld Leeuw. Het hemelobject werd op 30 maart 1827 ontdekt door de Britse astronoom John Herschel.

## Synoniemen
- MCG 5-28-43
- ZWG 157.50
- PGC 37375